# Ngô Hoán
Ngô Hoán (chữ Hán: 吳煥, 1460-1522, nhưng có sách chép ông mất năm 1528), là một vị quan của nhà Lê sơ, làm quan trải qua các triều từ Lê Thánh Tông tới Lê Chiêu Tông. Ông cũng là một thành viên của Tao đàn nhị thập bát tú.

## Quan lộ
Ông sinh ra tại Thượng Đáp (làng Hóp), huyện Thanh Lâm, phủ Nam Sách, thừa tuyên (xứ) Hải Dương (nay là làng Thượng Đáp, xã Nam Hồng, huyện Nam Sách, tỉnh Hải Dương). Ông đỗ tiến sĩ cập đệ, đệ nhất giáp, đệ nhị danh (bảng nhãn) khoa thi tháng 4 âm lịch năm Canh Tuất, Hồng Đức thứ 21 (1490) thời Lê Thánh Tông, cùng khoa thi với trạng nguyên Vũ Duệ và thám hoa Lưu Thư Ngạn. 
Tháng 8 năm Hồng Đức thứ 25 (1494) ông được lấy làm Đông các hiệu thư.
Tháng 11 năm Hồng Đức thứ 26 (1495) vua làm sách Ngự chế quỳnh uyển cửu ca, ông cùng một số quan lại như Thân Nhân Trung, Đỗ Nhuận, Ngô Luân, Nguyễn Xung Xác, Lưu Hưng Hiếu, Nguyễn Quang Bật, Nguyễn Đức Huấn, Vũ Dương, Ngô Thầm, Ngô Văn Cảnh, Phạm Trí Khiêm, Lưu Thư Ngạn (Lưu Thư Mậu), Nguyễn Nhân Bị, Nguyễn Tôn Miệt, Ngô Quyền, Nguyễn Bảo Khuê, Bùi Phổ, Dương Trực Nguyên, Chu Hoãn (Chu Hãn), Phạm Cẩn Trực, Nguyễn Ích Tốn, Đỗ Thuần Thứ, Phạm Nhu Huệ, Lưu Dịch, Đàm Thận Huy, Phạm Đạo Phú, Chu Huân cùng họa lại vần. Sử gọi là Tao đàn nhị thập bát tú.
Tháng 3 năm Hồng Đức thứ 27 (1496) ông làm độc quyển trong kỳ thi ở Đan Trì điện Kính Thiên.
Thời Lê Hiến Tông, tháng 2 năm Cảnh Thống thứ 3 (1500) ông bị biếm chức, sung làm quân ở bản phủ vì tội đem việc trong triều nói với người ngoài. Sau đến khoa thi Hương năm Tân Dậu (1501), ông lại thi đỗ tam trường (đỗ sinh đồ), nhưng vua không cho vào tứ trường.
Thời Lê Uy Mục, tháng 6 năm Đoan Khánh năm thứ 1 (1505) ông được khởi phục làm Hiến sát sứ Thanh Hoa.
Cuối năm Đoan Khánh thứ 5 (1509) Giản Tu công Lê Oanh (tức Lê Tương Dực) lên ngôi, đổi niên hiệu thành Hồng Thuận năm thứ 1, ông được vua chọn làm Tán trị thừa tuyên sứ ty thừa tuyên sứ Thanh Hoa, ít lâu sau, trao cho chức Lễ bộ thượng thư.
Tháng 10 năm Quang Thiệu 3 (1518) vua Lê Chiêu Tông sai ông cùng Nguyễn Thì Ung, Nguyễn Nghiễm, Lê Ý sang tuế cống nhà Minh và xin phong, nhưng vì trong nước còn loạn, nên không đi được.
Tháng 8 năm Quang Thiệu thứ 7 (1522), Mạc Đăng Dung lập hoàng đệ Lê Xuân lên làm vua, tức là Lê Cung Hoàng. Theo Khâm định Việt sử thông giám cương mục, khảo cứu thêm trong Trung Hưng tiết nghĩa lục và Đăng khoa lục, thì tháng 10 năm đó Lại bộ thượng thư Đông các đạo học sĩ thị Kinh diên Vũ Duệ, Lại bộ thượng thư Ngô Hoán cùng với môn đồ là Nguyễn Mẫn Đốc thống suất hương binh đi theo vua Lê Chiêu Tông, đến Thanh Hoa, đứt liên lạc, không biết vua ở đâu. Họ đều hướng về lăng tẩm Lam Sơn, bái vọng, rồi tự vẫn cả.
Khi triều Hậu Lê được khôi phục, Ngô Hoán được truy phong là Suy trung công thần, gia phong ông là Phúc thần. Nhân dân Thượng Đáp đã lập đền thờ ở phía tây thôn này, gọi là từ vũ Thượng Đáp, vào năm Chính Hòa thứ 4 (1683) thời Lê Hy Tông. Từ vũ này được trùng tu vào các năm 1889 và 1929, xây theo hình chữ nhị. Trong từ vũ còn có nhiều câu đối đại tự, bi ký ca ngợi công lao của ông với đất nước. Năm 1991, từ vũ Thượng Đáp được Bộ Văn hóa-Thông tin xếp hạng là di tích lịch sử quốc gia.

## Tác phẩm
Tác phẩm của ông có 13 bài thơ chép trong Toàn Việt thi lục.